# إدارة قائمة على المجتمع
الإدارة القائمة على المجتمع (CBM) عبارة عن منهج من أسفل لأعلى للمؤسسات التي يمكن أن يتم تسييرها عن طريق حكومة عليا أو هيكل منظمات غير حكومية ولكنها تهدف إلى مشاركة أصحاب الشأن المحليين في التخطيط والبحث والتطوير والإدارة ووضع السياسات للمجتمع ككل. تتيح اللامركزية في إدارة التكتيكات للأشخاص المحليين إمكانية التعامل مع المشاكل المجتمعية والسياسية والبيئية الفريدة التي قد تواجه مجتمعهم وقد تساعدهم في العثور على حلول لأوضاعهم. قد تؤثر الضغوط الاقتصادية والسياسية والاجتماعية سواءً المحلية أو القومية في كفاءة الإدارة المجتمعية إضافة إلى التطبيق على المدى البعيد.
وتتفاوت الإدارة القائمة على المجتمع بين المقاييس المكانية والزمنية لتعكس المادة المتميزة والمتغيرة باستمرار و/أو البيئة البشرية التي تعمل داخلها. في حين أنه قد تختلف تفاصيل كل ممارسة، وتؤكد الأبحاث الموجودة أن الإدارة القائمة على المجتمع، عند تنفيذها بصورة سليمة، تصبح مفيدة بصورة لا تصدق ليس فقط على صحة البيئة ولكن أيضًا لرفاهية أصحاب الشأن.

## التغير الثقافي والاستدامة
تنقسم الأفكار الاجتماعية والثقافية حسب المناطق وداخل المناطق ذاتها في كثير من الأحيان ما تتحدى الآثار المترتبة على الإدارة القائمة على المجتمع. تحتاج عملية تحديد أصحاب الشأن والحفاظ على السياسات إلى التغير الثقافي لتنفيذ استدامة الإدارة القائمة على المجتمع. سيتولى المجتمع احتياجات التدقيق في قضايا عدم المساواة ومستوى الإدارة الذاتية من أجل تقييمها لكل تنفيذ يخص الإدارة القائمة على المجتمع. لذلك، يمكن التواصل مع المعتقدات الثقافية سياسيًا سواءً وافق المجتمع على الإدارة القائمة على المجتمع أو لم يوافق.

## الموارد الطبيعية
غالبًا ما تتضامن فكرة الإدارة القائمة على المجتمع مع حماية مشروعات الموارد الطبيعية وتطويرها. ويشار لإدارة الموارد الطبيعية القائمة على المجتمع بالاختصار (CBNRM)، وتهدف هذه المشروعات لتطوير الشراكة بين الحياة البرية والمجتمعات بينما توفر الإيرادات لصالح المجتمع إضافة إلى إدارة الموارد.

## وصلات خارجية
- Community Based Eco Tourism Project in Cambodia Started by Wildlife Alliance (NGO) but mostly managed by a local committee. Wildlife alliance aims to withdraw completely within a few years.
- From the David Suzuki Foundation website: Fisheries That Work: Sustainability Through Community-Based Management